# Creixomil e Mariz
Creixomil e Mariz (oficialmente: União das Freguesias de Creixomil e Mariz) é uma freguesia portuguesa do município de Barcelos, com 6,73 km² de área e 1112 habitantes (censo de 2021). A sua densidade populacional é 165,2 hab./km².

## História
Foi constituída em 2013, no âmbito de uma reforma administrativa nacional, pela agregação das antigas freguesias de Creixomil e Mariz e tem sede em Creixomil.

## Demografia
A população registada nos censos foi:
| Distribuição da População por Grupos Etários | Distribuição da População por Grupos Etários | Distribuição da População por Grupos Etários | Distribuição da População por Grupos Etários | Distribuição da População por Grupos Etários | Distribuição da População por Grupos Etários |
| -------------------------------------------- | -------------------------------------------- | -------------------------------------------- | -------------------------------------------- | -------------------------------------------- | -------------------------------------------- |
| Antes da agregação                           |                                              |                                              |                                              |                                              |                                              |
| Ano                                          | 0-14 anos                                    | 15-24 anos                                   | 25-64 anos                                   | >= 65 anos                                   | Total                                        |
| 2001                                         | 250                                          | 210                                          | 663                                          | 163                                          | 1286                                         |
| 2011                                         | 175                                          | 159                                          | 685                                          | 189                                          | 1208                                         |
| Após a agregação                             |                                              |                                              |                                              |                                              |                                              |
| Ano                                          | 0-14 anos                                    | 15-24 anos                                   | 25-64 anos                                   | >= 65 anos                                   | Total                                        |
| 2021                                         | 101                                          | 133                                          | 628                                          | 250                                          | 1112                                         |